# Glastafel (Kartografie)
Die Glastafel ist ein Hilfsmittel zur halbgraphischen Berechnung von Flächen aus Kartierungen und Karten. Sie wurde beispielsweise in der badischen Landesvermessung zur Ermittlung der amtlichen Grundstücksfläche eingesetzt. Es gab Ausführungen für die Maßstäbe 1:500, 1:1000, 1:1500 und 1:2500.

## Anwendung

Glastafel zur Flächenbestimmung in amtlichen Karten

Die Glastafel ist eine etwa 14 × 24 cm große Glasplatte, auf der parallele Linien im gleichen Abstand eingraviert sind. Sie wurde für Berechnungen in unterschiedlichen Maßstäben gefertigt. Mit der Glastafel kann man die Höhe von Doppeldreiecken schnell ablesen. Dazu legt man die Glastafel parallel zu einer in der Natur gemessenen Linie, legt ein Lineal senkrecht dazu an und verschiebt die Glastafel, so dass die eine Spitze des Doppeldreiecks an einer Linie anliegt. Die andere Spitze des Doppeldreiecks wird abgelesen und der Rest geschätzt.
Die ermittelten Werte wurden in der badischen Landesvermessung in das sogenannte Protokoll eingetragen. Die Flächen wurden mit zwei unterschiedlichen Ansätzen berechnet und die Ergebnisse dann gemittelt. Diese Flächen wurden auf größere berechnete Blöcke abgeglichen und galten als die amtlich ermittelten Flächen der Grundstücke.

## Fehlertheorie
Die Flächenberechnung mit der Glastafel erreicht ziemlich genaue Ergebnisse, weil die Fläche eines Dreiecks aus Grundseite × Höhe / 2 berechnet wird. Dadurch, dass die Grundseite ein in der Natur gemessenes Maß ist, das Zentimetergenauigkeit aufweist, ist bei der Verwendung einer möglichst kleinen Grundseite und möglichst großer Höhe der Fehler relativ gering.